# Bieczynko
Bieczynko [bjɛˈt͡ʂɨnkɔ] (tiếng Đức: Hagenow)  là một khu định cư ở khu hành chính của Gmina Trzebiatów, thuộc Hạt Gryfice, West Pomeranian Voivodeship, ở phía tây bắc Ba Lan. Nó nằm khoảng 6 kilômét (4 mi) về phía đông bắc của Trzebiatów, 22 km (14 mi) về phía đông bắc của Gryfice và 90 km (56 mi) về phía đông bắc của thủ đô khu vực Szczecin.
Trước năm 1945, khu vực này là một phần của Đức. Đối với lịch sử của khu vực, xem Lịch sử của Pomerania.
Khu định cư có dân số 20 người.